# Lago Iliki

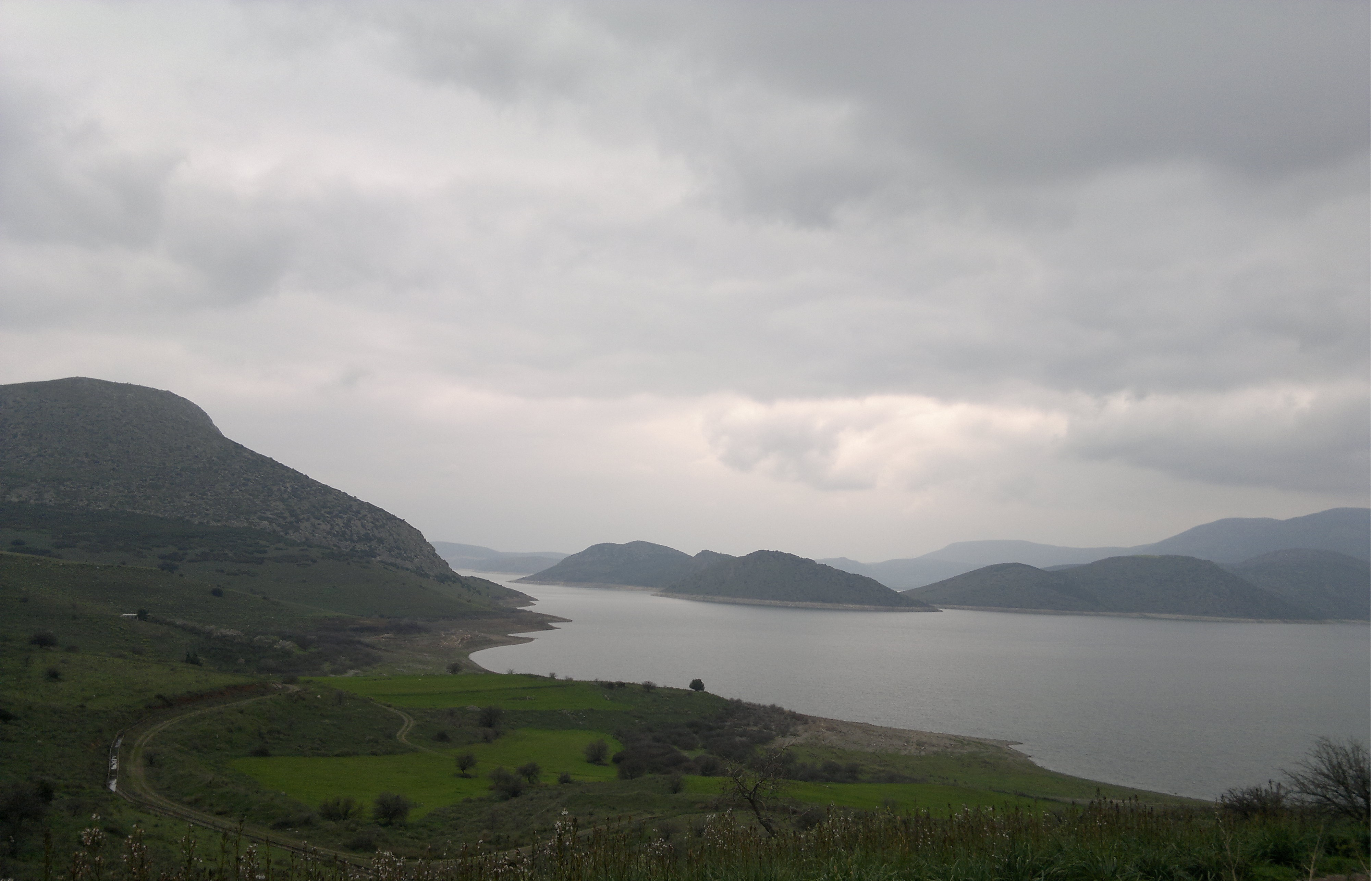
El lago Iliki, en Beocia.

Situación del lago Iliki o Hílice en la antigüedad, al oeste del lago Copaide, que fue drenado a fines del.

El lago Iliki (antiguo Ὑλική, actual Υλίκη), también llamado lago Liqueri, es un lago natural situado al norte de Tebas (Beocia, Grecia). Está situado a los pies de los montes llamados en la antigüedad Ptoo y Mesapio (actual Ktípas). Tiene una superficie media de 19,1 kilómetros cuadrados. 
En la antigüedad se le llamó lago Hílice (Ὑλική, Hiliké) porque en su orilla se hallaba el pueblo de Hile o Hilai ( Ὕλαι Hílai). Sus aguas vierten en el lago Trefía, hoy llamado Paralimni, situado al este. Muy cerca del lago Iliki había en la antigüedad un templo de Apolo llamado Apolo Ptoo, por el cercano monte de igual nombre.
En 1959 se inauguró un trasvase de agua desde el lago Iliki hacia el pantano de Maratón, para proveer de agua a la ciudad de Atenas. El trasvase discurre, primero, por un túnel y en su tramo final se eleva por bombeo. Más adelante el crecimiento de la capital sobrepasó la capacidad de suministro de ambos lagos y en 1981 se inauguró el pantano de Mornu.